# Tükrök 2.
A Tükrök 2. (Mirrors 2) 2010-es amerikai horrorfilm. Ez a folytatása a 2008-ban készült Tükrök című filmnek. A filmet írta Matt Venne és rendezte Victor Garcia. A film kizárólag DVD-n és Blu-rayen jelent meg Magyarországon.

## Történet
Egy korábban drogfüggőségben szenvedő, megkeseredett férfi, Max Matheson élete gyökeresen megváltozik, amikor az édesapja felveszi a saját, Mayflowers nevezetű új cégébe éjszakai őrként. Max munkája viszonylag jól megy, amíg az első napjai után a sötét, homályos kameraszobának tükrében meg nem látja volt barátnőjét, Eleanort hullaként, aki történetesen régen az ő imádott barátnője volt, azonban egy baleset során Max véletlenül összeütközött egy autóval és Eleanor életét vesztette a balesetben. Max reméli, hogy nem őrült meg és a látottakat tényleg csak az új, neki felírt altató idézte elő. Ám miután a cégnél többeket megöltek, többek közt Max egyik női kollégáját tusolás közben, és egyik bűnözésről ismert másik munkatársát, Shaunt a cég egyik tükre előtt, Maxet kezdik gyanúsítani. Ezért amikor Max megismerkedik Elizabethtel, Eleanor nővérével, ők ketten elindulnak a cégnél egy hosszú felfedezőútra, hogy éjszaka kiderítsék, miért jelenik meg a halott lány a tükrökben szerte szét. Max személyesen is találkozik egy tükörben régi barátnőjével, aki elmondja neki, hogy őt semmiképp sem akarja/akarta gyanúsítottá tenni és őt nem akarja megöletni a tükörképével, éppen ezért csak Max látja közvetlenül Eleanort a tükrökben. Ám Max nem teljesen biztos a lány által mondottakban és szerinte Eleanor haragszik rá a baleset miatt. Most Max amiatt is aggódhat, hogy Eleanor egyik este hirtelen megöli-e vagy sem, de az is aggasztja, hogy hogy tudna megkeseredett, sötét szerelmén segíteni. Eközben egy másik gyilkosság is történik, ugyanis az egyik munkatársa a cégnek majdnem megöli és megerőszakolja Elizabethet, ezután Eleanor a Mayflower legújabb tükrében öli meg a pasast, amit Max is lát és teljesen összeborzad, amikor Eleanort teljes tisztaságban, bűntelenül látja meg régi formájában.

## Szereplők
| Színész                  | Szerep             | Magyar hang          |
| ------------------------ | ------------------ | -------------------- |
| Nick Stahl               | Max Matheson       | Dévai Balázs         |
| Emmanuelle Vaugier       | Elizabeth Reigns   | Hámori Eszter        |
| Stephanie Honoré Sanchez | Eleanor Reigns     | Vadász Bea           |
| Christy Romano           | Jenna McCarty      | Kelemen Kata         |
| Evan Joneso              | Henry Schow        | Hegedüs Miklós       |
| William Katt             | Jack Matheson      | Várkonyi András      |
| Lawrence Turner          | Keller Landreaux   | Harmath Imre         |
| Jon Michael Davis        | Ryan Parker        | Makranczi Zalán      |
| Lance E. Nichols         | Huson nyomozó      | Kajtár Róbert        |
| Wayne Pére               | Piccirilli nyomozó | Csík Csaba Krisztián |